# Goodluck Jonathan
Goodluck Ebele Azikiwe Jonathan (20 de noviembre de 1957) es un político nigeriano, presidente de Nigeria desde el 9 de febrero de 2010 hasta el 29 de mayo de 2015, año en el que perdió las elecciones del 28 de marzo. Previamente, fue gobernador del estado de Bayelsa del 9 de diciembre de 2005 al 28 de mayo de 2007. El 29 de mayo de 2007 se convirtió en vicepresidente del país. Es miembro del Partido Democrático Popular (PDP).

## Biografía
Goodluck Ebele Azikiwe Jonathan nació en Ogbia, Nigeria, 20 de noviembre de 1957. Cursó estudios en la Universidad de Nigeria, graduándose en zoología.
En diciembre de 2006, fue escogido como compañero de Umaru Yar'Adua para concurrir con el PDP en las elecciones generales de abril de 2007. El 20 de abril de 2007, poco antes de las elecciones presidenciales, hubo un ataque terrorista en el estado de Bayelsa que la policía definió como una tentativa de asesinato en su contra. Sufrió otro ataque terrorista el 16 de mayo de 2007 en su casa, durante el cual murieron dos policías.
El 9 de febrero de 2010, asumió el poder de la república provisionalmente, pues Yar'Adua se encontraba en el hospital. Gobernó interinamente hasta el 5 de mayo, cuando el presidente Yar'Adua falleció. Entonces, el Congreso lo nombró como presidente provisional hasta la celebración de elecciones libres.
Las elecciones presidenciales del 16 de abril de 2011 le dieron la ventaja abrumadora en el sur, de mayoría cristiana, con más de 20 millones de votos, mientras que en el norte, de mayoría musulmana, se presentaba como favorito el exdictador y militar Muhammadu Buhari. Sin embargo, un recuento de votos ratificó a Jonathan la victoria sobre más de 10 millones de votos de diferencia.
En las elecciones presidenciales de Nigeria del 28 de marzo de 2015, su partido no consigue superar al candidato del Congreso de Todos los Progresistas (APC), Muhammadu Buhari, que se impuso con un 53,23 % de los votos, y pasó así a convertirse en el nuevo presidente de Nigeria.
| Predecesor: Umaru Yar'Adua | Presidente de la República Federal de Nigeria 2010-2015 | Sucesor: Muhammadu Buhari |